# 屈森
屈森是德国石勒苏益格－荷尔斯泰因州的一个市镇。总面积7.28平方公里，总人口382人，其中男性180人，女性202人（2011年12月31日），人口密度52人/平方公里。